# VII Brigada Aérea
La VII Brigada Aérea (VII BA) es una brigada aérea de la Fuerza Aérea Argentina creada en 1951 con asiento en Moreno, provincia de Buenos Aires. Es la brigada rectora de alas rotativas. Su tarea es transporte de carga y personal, búsqueda y rescate (ByR), búsqueda y rescate en combate (ByRCOM), evacuación y apoyo antártico.
Fue creada en 1951 originalmente con asiento en las instalaciones de la actual BAM Morón y desde 1987/88 mantiene su actual asiento en donde se hallaba la ex VIII Brigada Aérea.

## Medios
| Grupo Aéreo 7          | Grupo Aéreo 7                   |
| Unidad                 | Medios                          |
| ---------------------- | ------------------------------- |
| Escuadrón I            | Bell 212 IFR/IDF Bell 412EP (6) |
| Escuadrón II           | Hughes 369/500 (7)              |
| Escuadrón III          | Mil Mi-171E (2)                 |
| Escuadrón de Servicios | Cessna C-182 (2)                |

## Historia
La VII Brigada Aérea fue creada el 9 de enero de 1951 en el Aeropuerto de Morón; sus componentes constitutivos fueron el Grupo 2 de Transporte, el Grupo Base 7 y el Grupo Técnico 7.
Los Grupos 2 y 3 de Caza-Bombardero se integraron a la VII Brigada Aérea en marzo de 1952.
La Brigada recibió al Grupo de Helicópteros en 1969 y al Escuadrón de Búsqueda y Salvamento I en 1971. En 1970 fue creado el Grupo Aéreo 7.
La Brigada estableció su lugar de asiento en el Aeropuerto Mariano Moreno el 16 de mayo de 1988.
El 13 de marzo de 1972 se produjo la primera baja de la Fuerza Aérea Argentina, el soldado Luis A. Molina.
En 1988 la VIII Brigada Aérea de Moreno dejó de existir y la VII Brigada Aérea abandonó Morón y trasladó su asiento a las instalaciones de Moreno.
En 2023 el GOE (Grupo de Operaciones Especiales) deja la VII Brigada y pasa a conformar una unidad independiente del Comando de Adiestramiento y Alistamiento de la Fuerza Aérea.

## Organización
- VII Brigada Aérea (VII BA). Guar Ae Mariano Moreno (Cuartel V, BA).[9][10][11]
  - Grupo Aéreo 7 (GA7). Guar Ae Mariano Moreno (Cuartel V, BA).
  - Grupo Técnico 7 (GT6). Guar Ae Mariano Moreno (Cuartel V, BA).
  - Grupo Base 7 (GB6). Guar Ae Mariano Moreno (Cuartel V, BA).

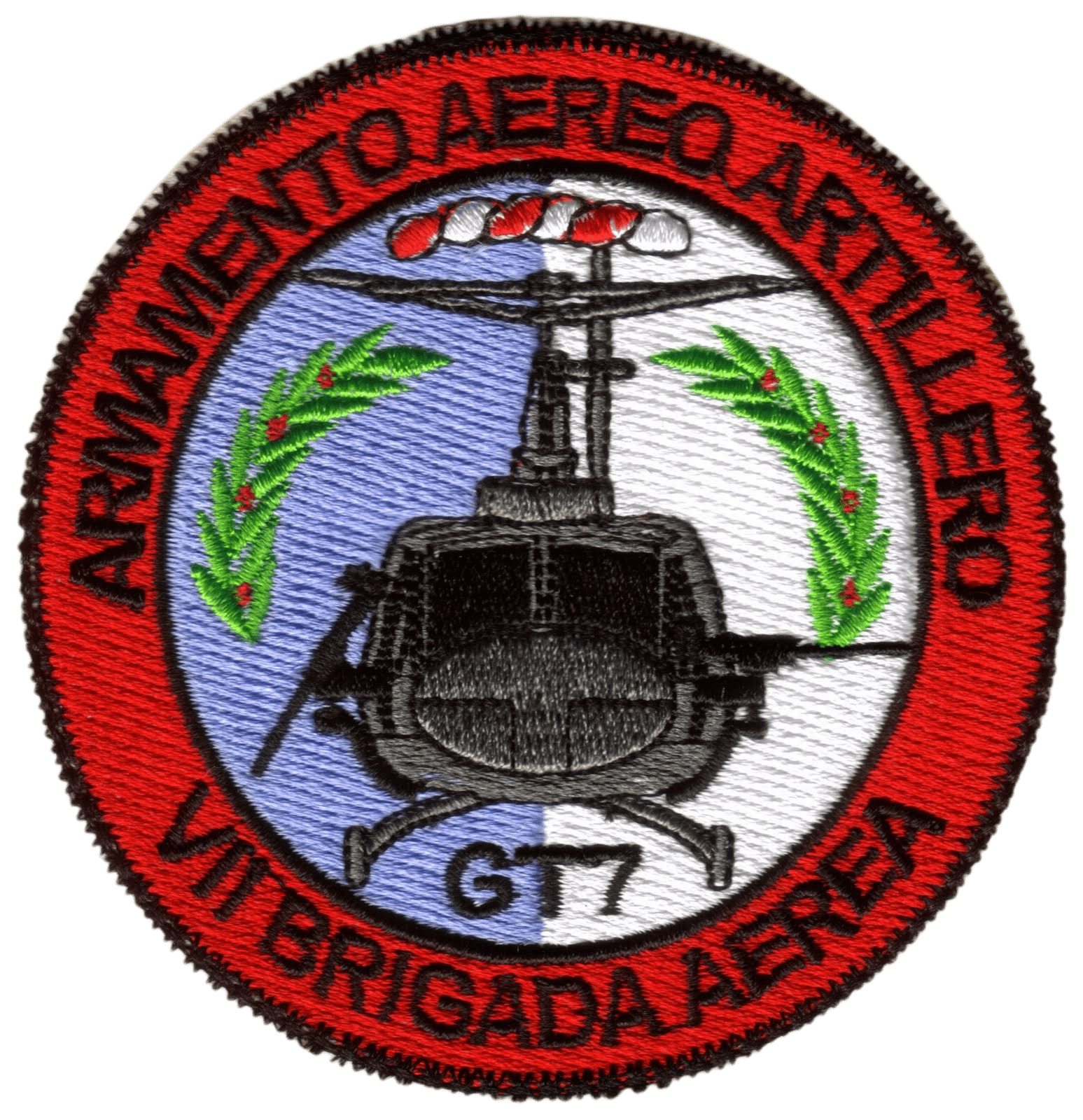
Aéreo Artilleros GT7
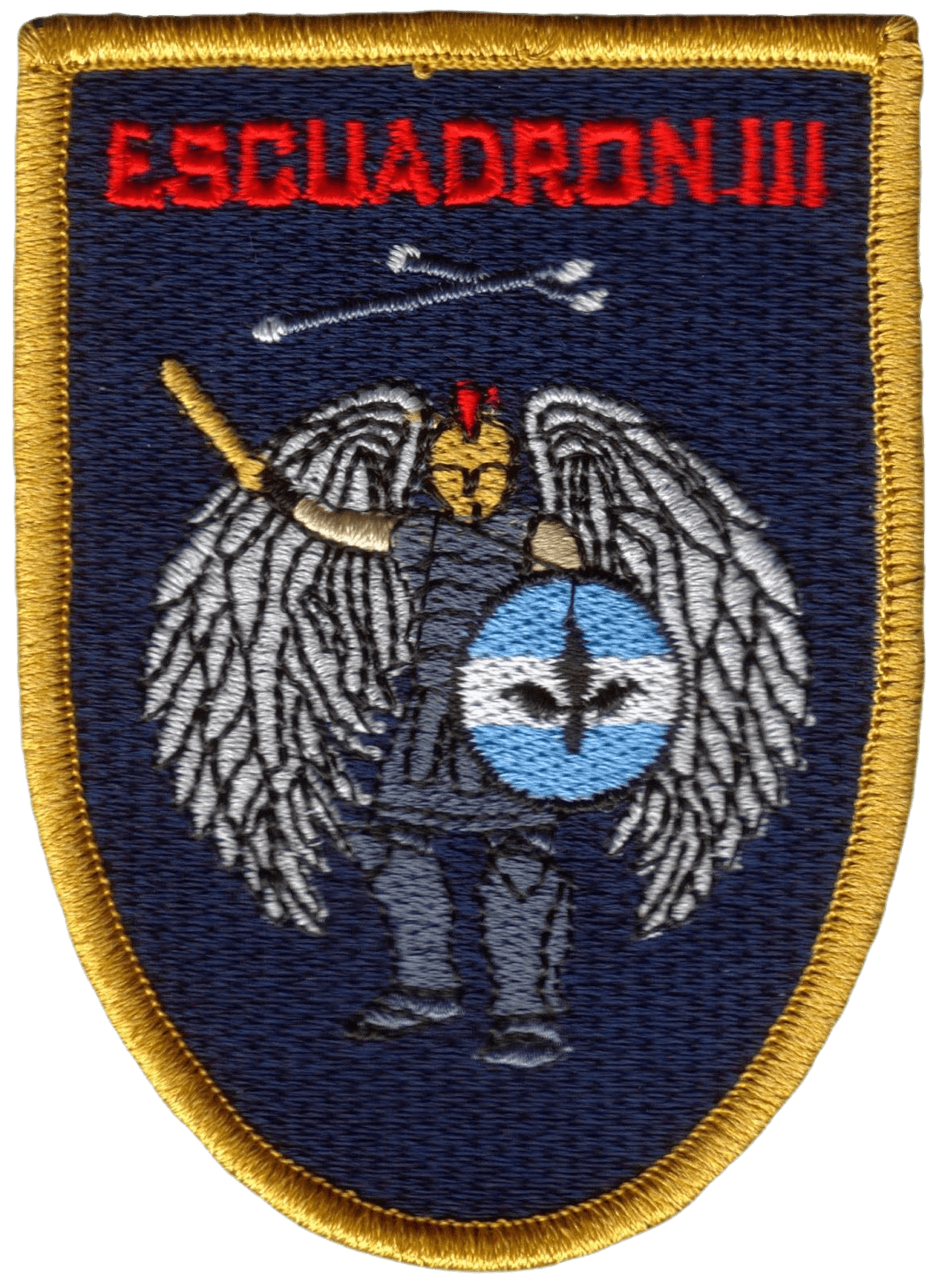
GA 7 Escuadrón III
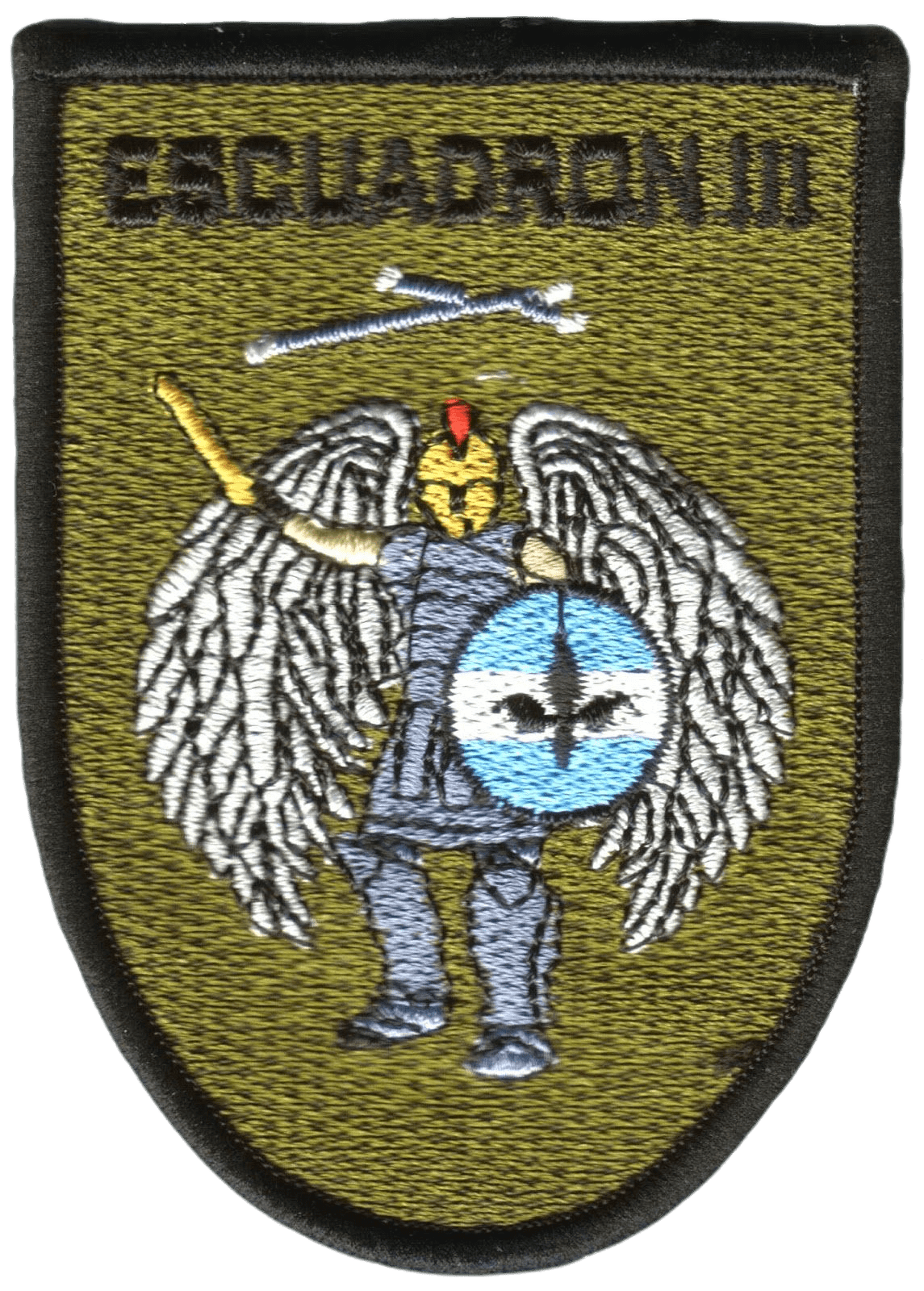
GA 7 Escuadrón III
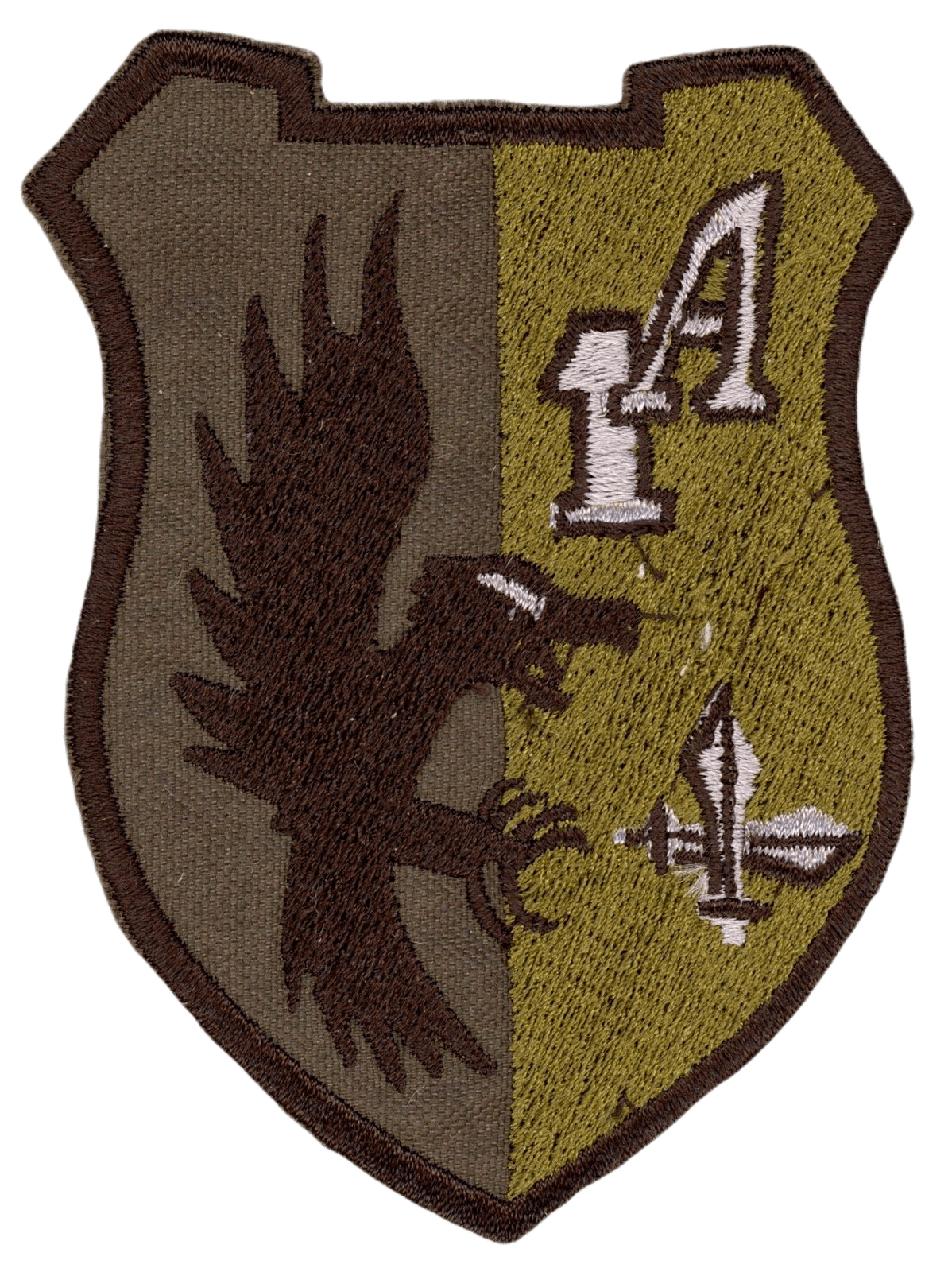
GA 7 Escuadrón I
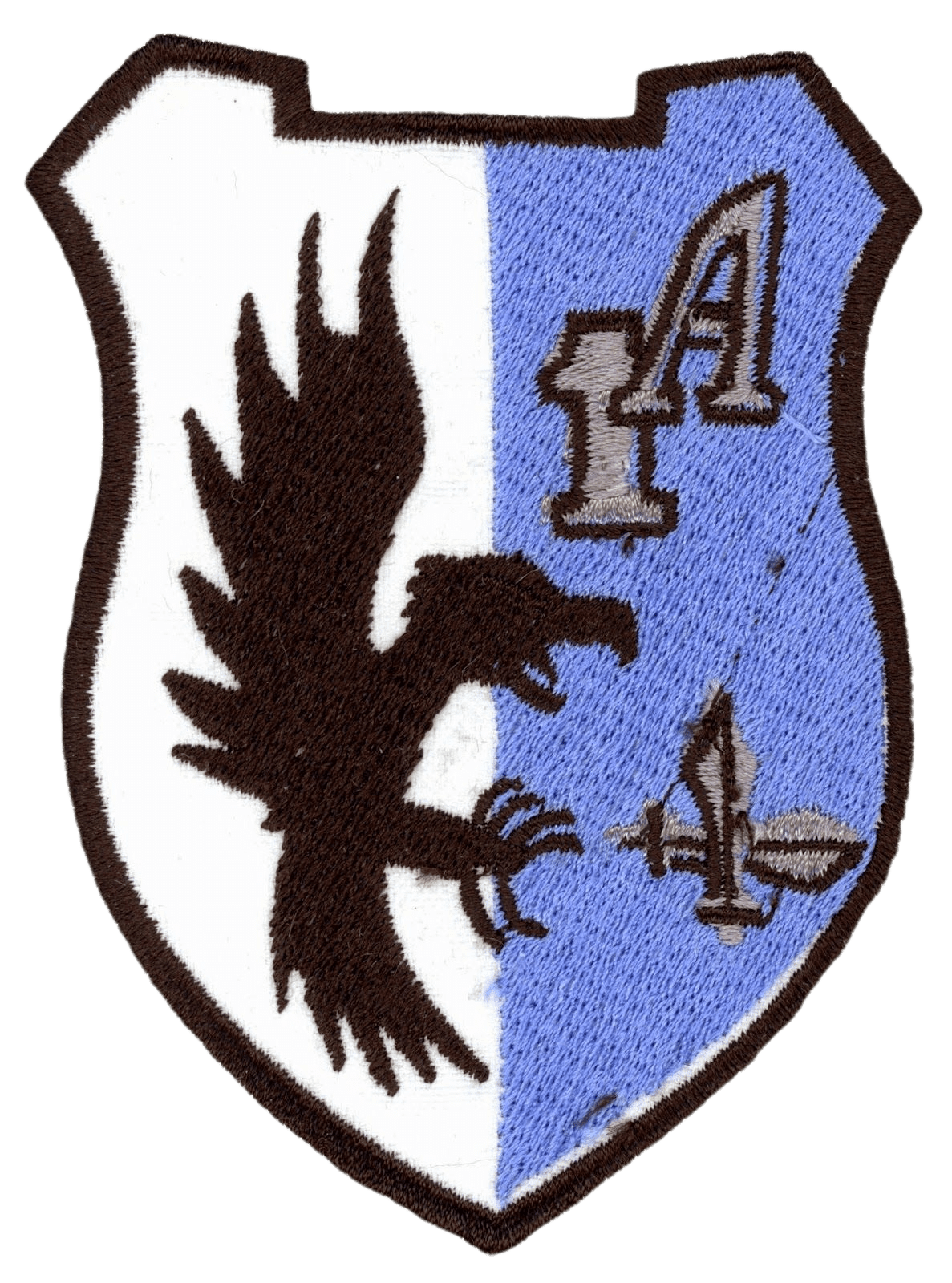
GA 7 Escuadrón I
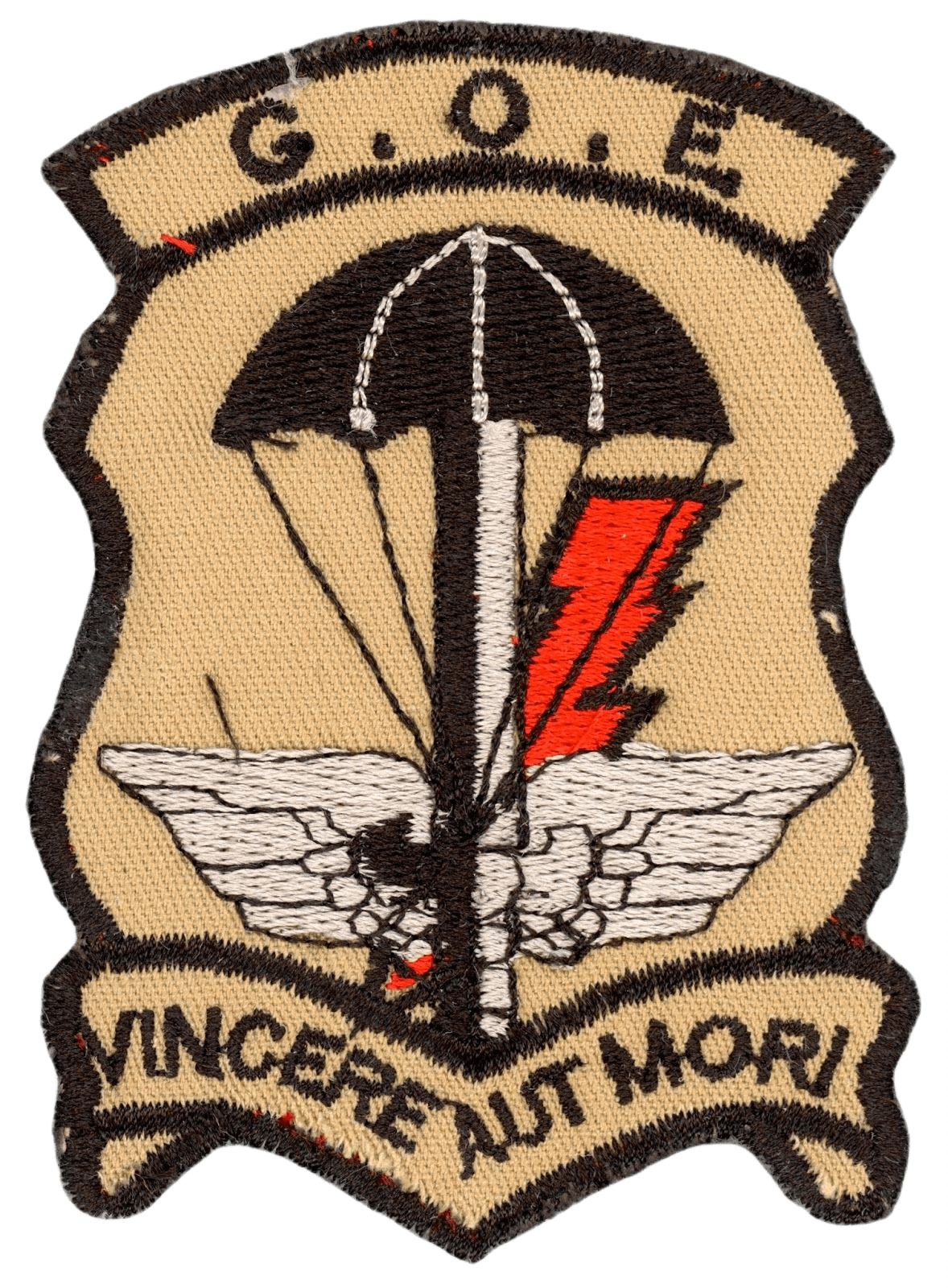
GOE
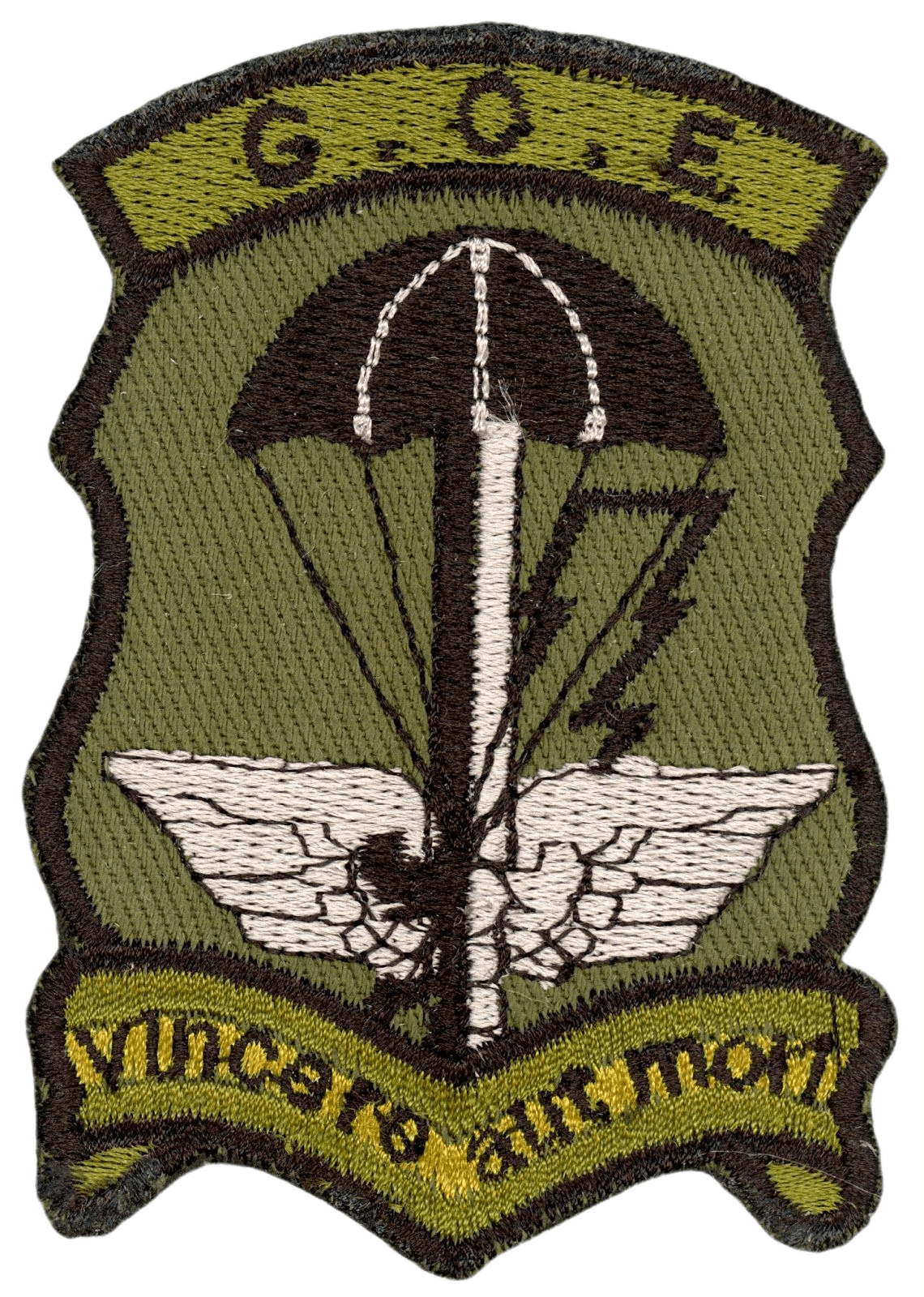
GOE
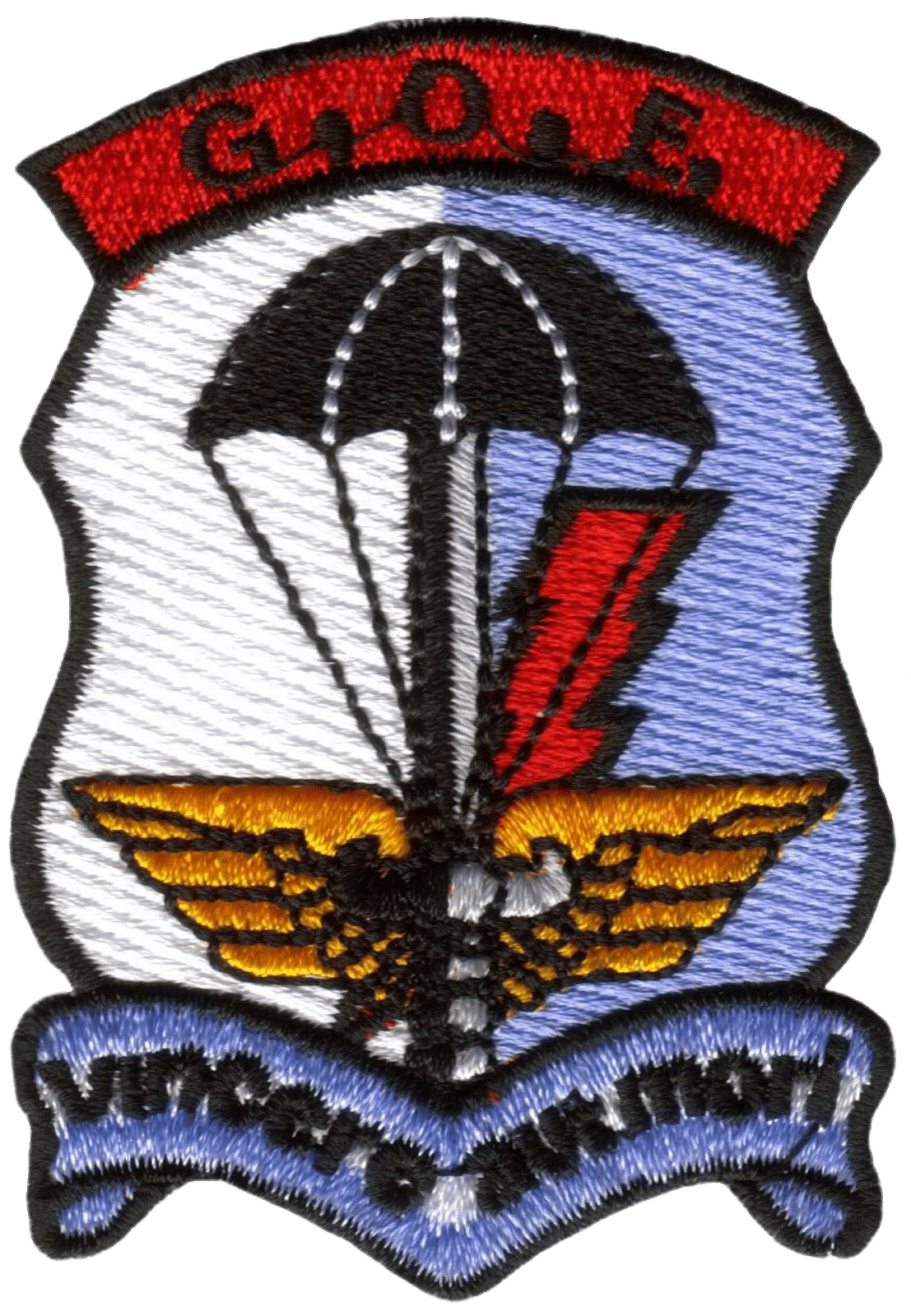
GOE
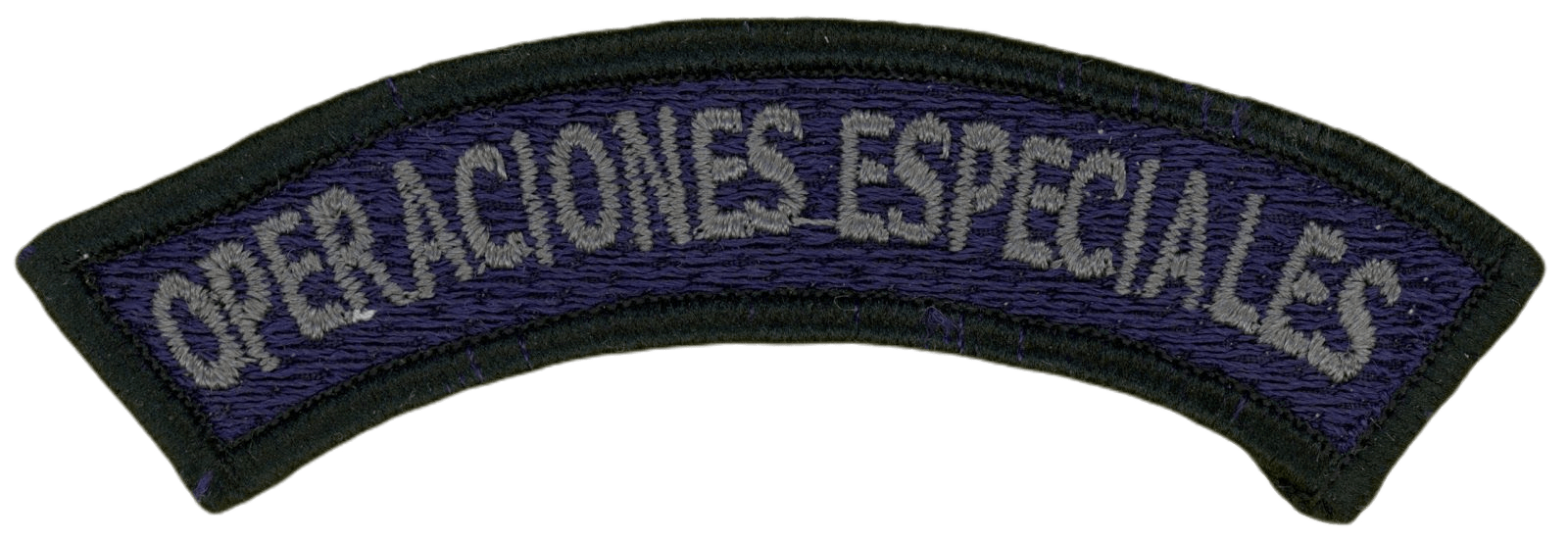
GOE
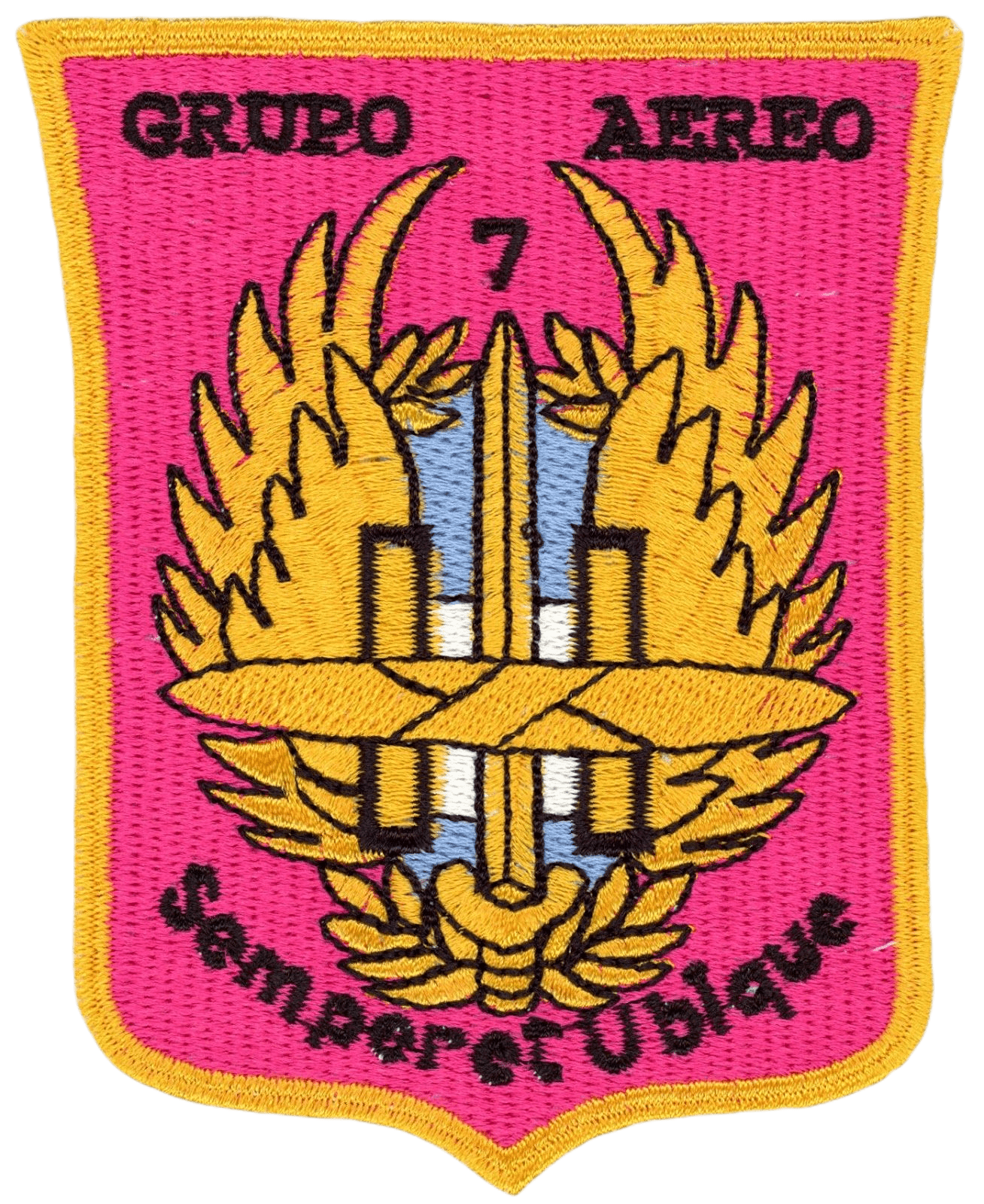
GA 7
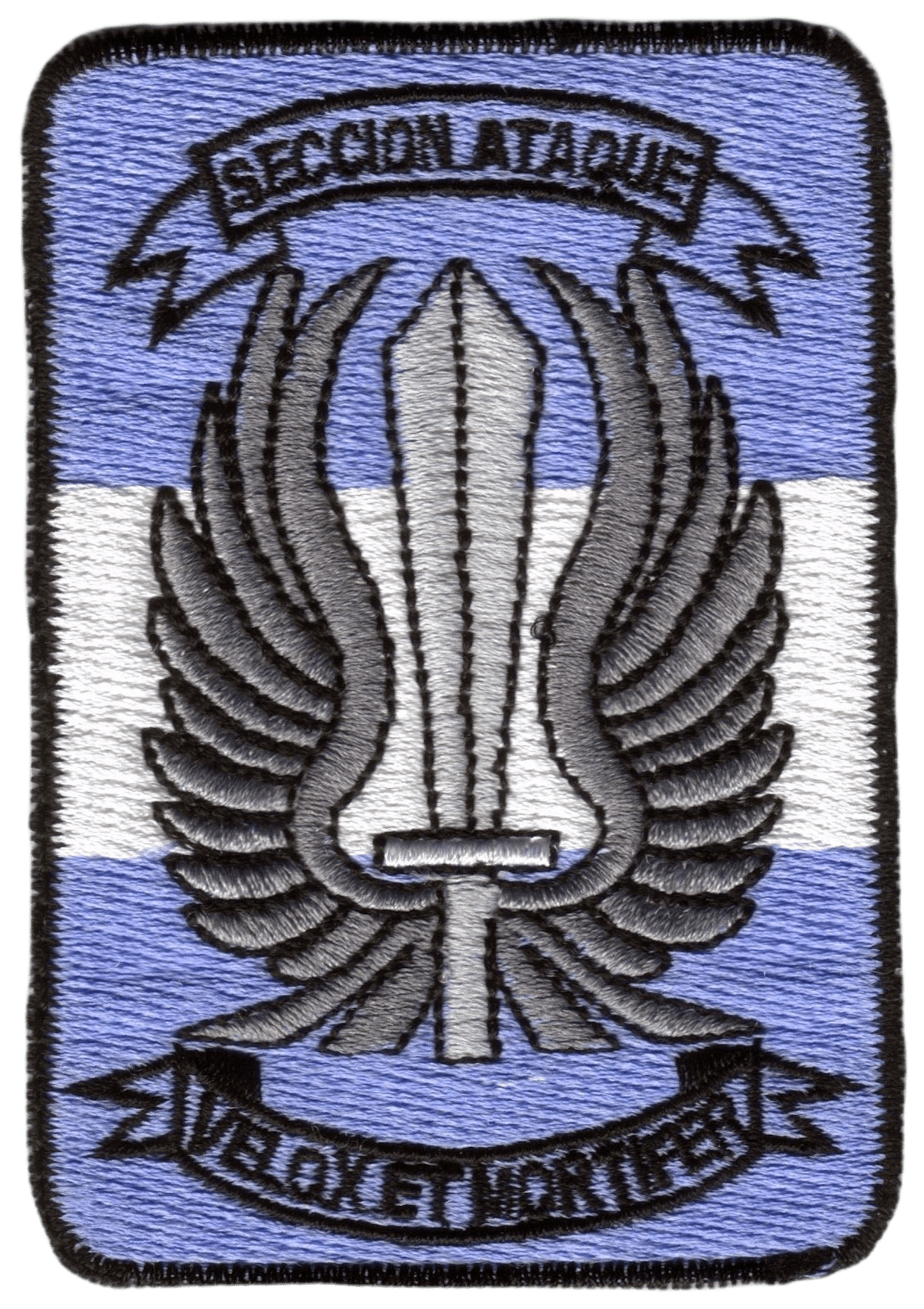
GOE Sección Ataque
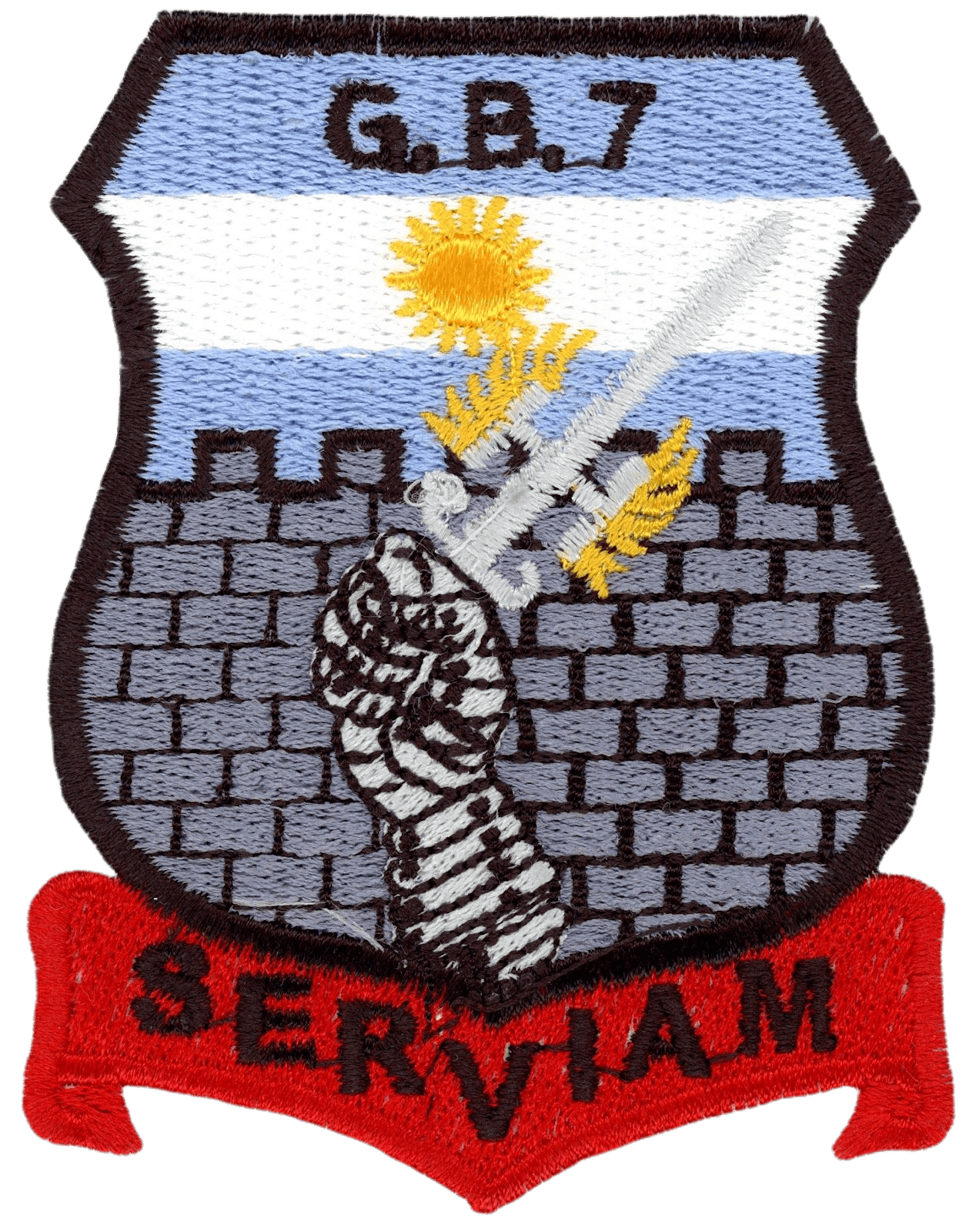
Grupo Base 7
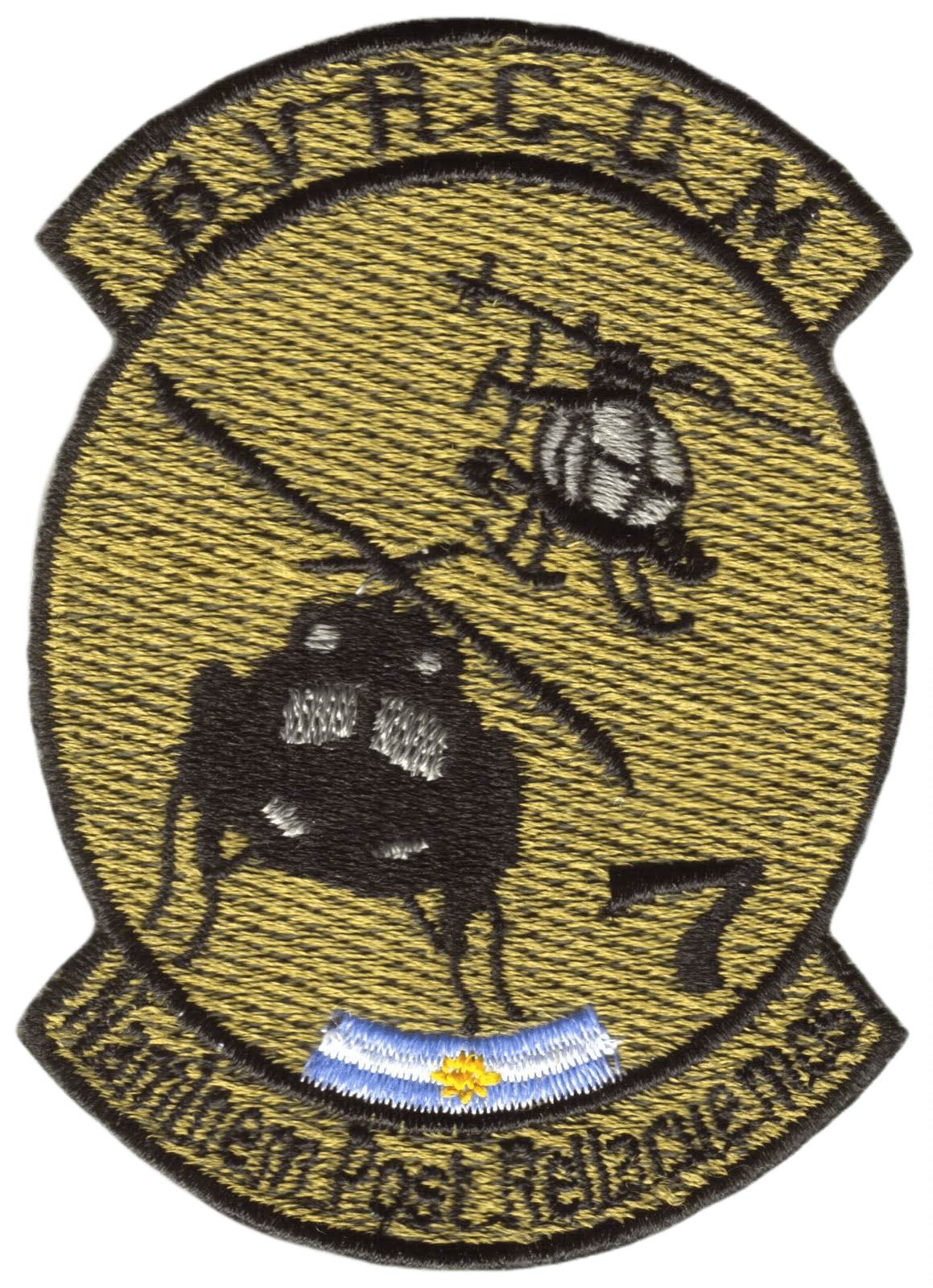
BYRCOM
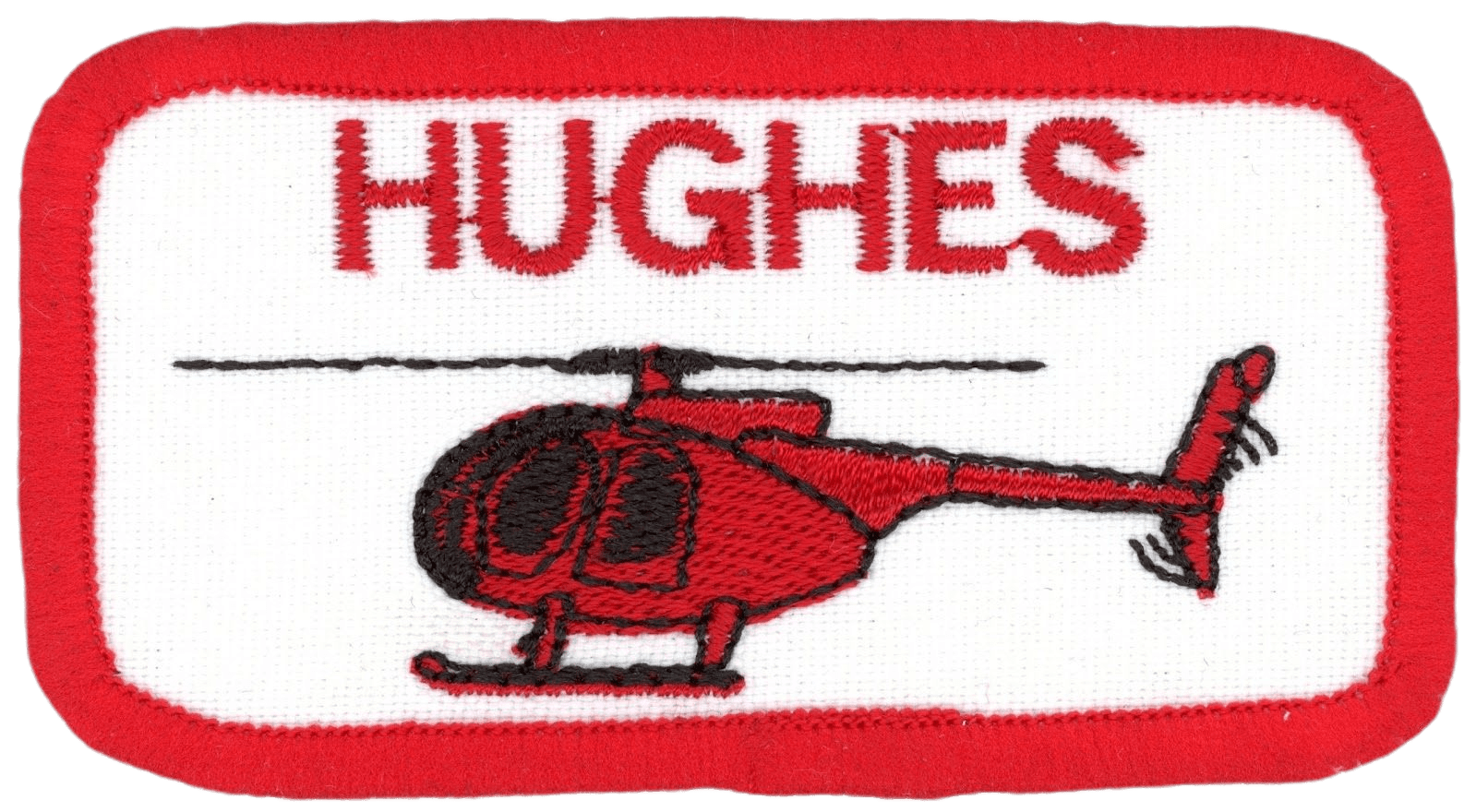
GA 7 Escuadrón II Táctico
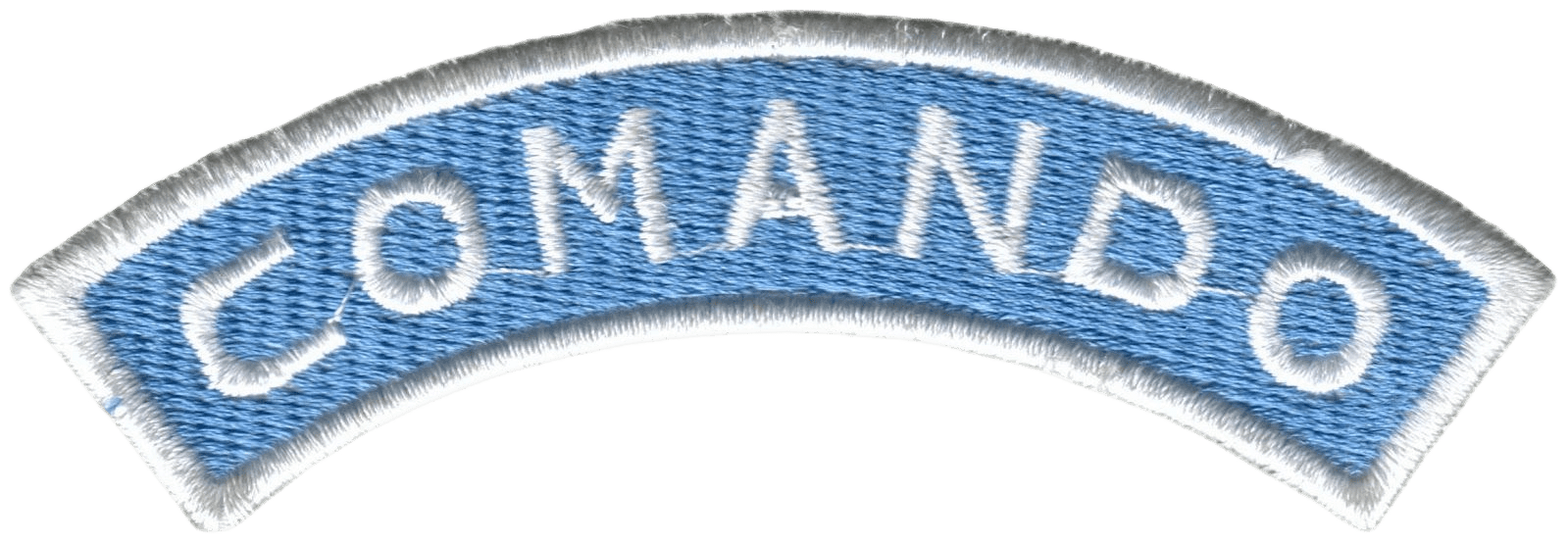
GA 7 Escuadrón II Táctico
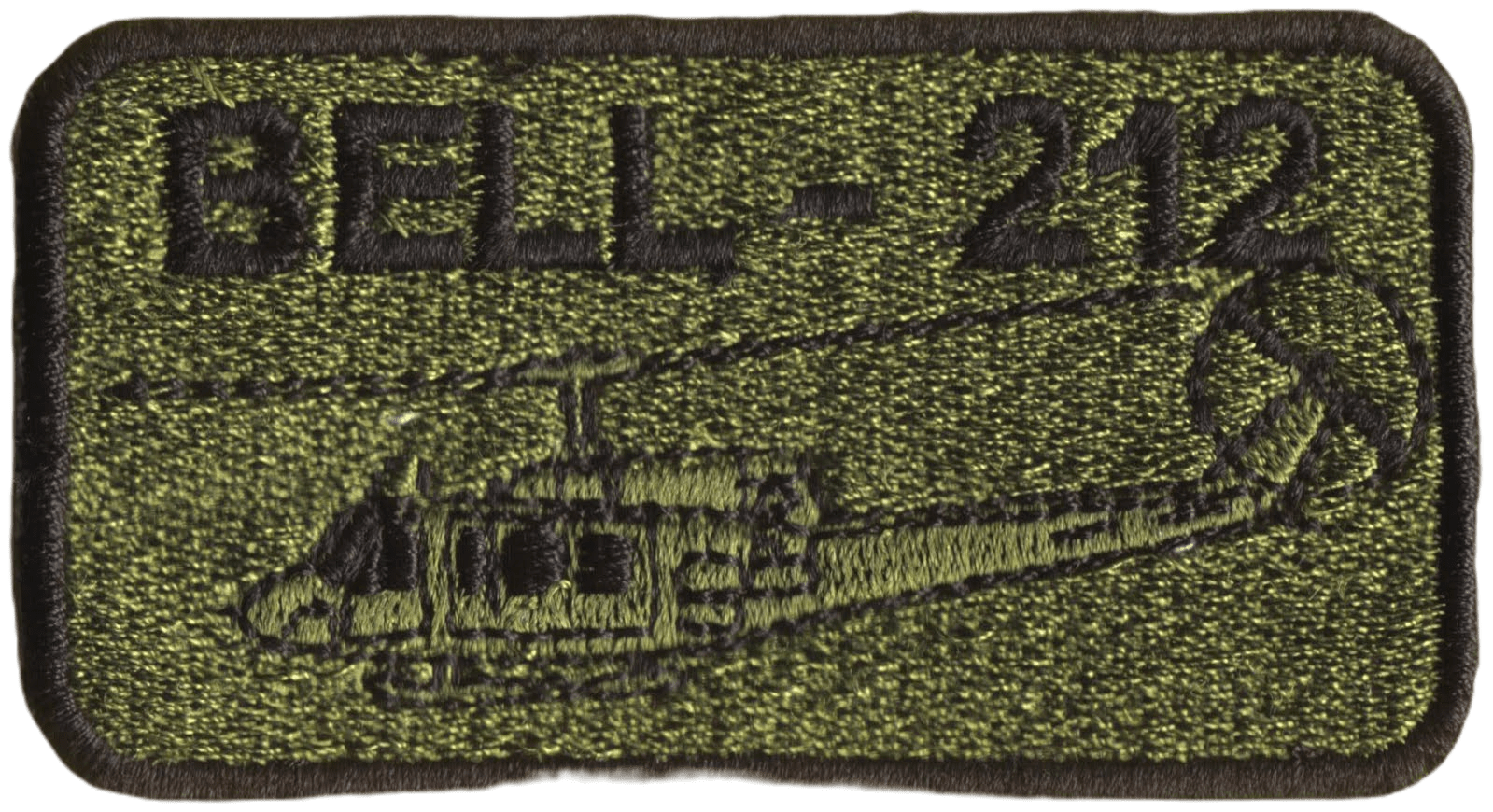
GA 7 Escuadrón I Bell 212
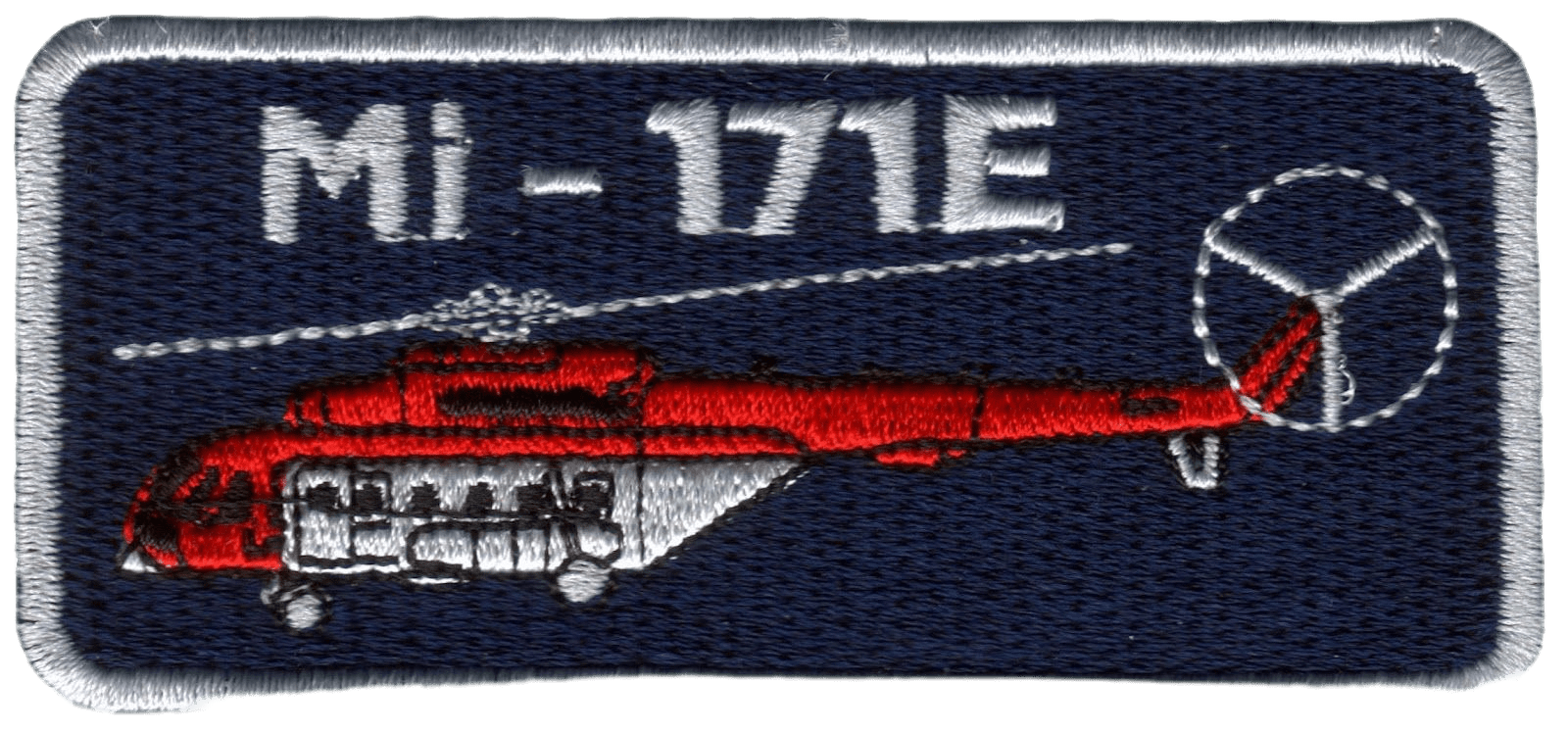
GA 7 Mil Mi-171E

Fuentes

## Incidentes
En agosto de 2021, hubo un intento de intrusión en una zona donde se resguardaba armamento, aunque el intento fue frustrado por guardias, constituyendo una alerta al resto de las dependencias militares del país.